# Conjunt carrer Malvehy, 3-13 (Santa Coloma de Cervelló)
El Conjunt del carrer Malvehy, 3-13 és una obra del municipi de Santa Coloma de Cervelló (Baix Llobregat) inclosa en l'Inventari del Patrimoni Arquitectònic de Catalunya.

## Descripció
Es tracta d'un conjunt de cases amb totes les característiques de la colònia. De planta baixa, un pis i golfes, de façana recoberta de lloses irregulars de pedra amb les unions remarcades per palets de riera pacientment col·locats. L'austeritat estructural de la façana està compensada per la profusió de franges de maó vist que separen la planta baixa del primer pis, remarquen les golfes, emmarquen els límits de les cases i donen importància a la porta principal i la seva vertical, centrant l'edifici en una simetria perfecta. Com a gran motiu ornamental hi ha una sanefa, també de maó vist de considerable amplada que integra les finestres d'arquet de les golfes, atreu l'atenció òptica i marca l'horitzontalitat general de les edificacions. La coberta és de teula àrab. Totes tenen un petit jardí al davant amb un mur baix d'obra.

## Història
Conjunt de cases construït dins la primera quinzena d'anys del segle XX amb motiu de la creació de la fàbrica de cotó (teixits) als terrenys que hi tenia el Senyor Eusebi Güell al terme de Santa Coloma de Cervelló.
Tota la construcció es va dur a terme entre els anys 1890 (primera pedra i inici de construcció de la fàbrica) i 1917 data en què es va suspendre momentàniament l'església, un cop construïda ja la cripta. Suspensió que va resultar definitiva per mort de Gaudí l'any següent.